# 松井伸一
松井 伸一（まつい しんいち、1939年2月5日 - 2023年4月5日）は、福岡県北九州市出身のラジオパーソナリティ。九州朝日放送（KBC）アナウンサー、エフエム九州プロデューサー、編成副本部長を歴任。

## 略歴
- かつては九州朝日放送でアナウンサーとして活躍。70年代から80年代にかけては『KBC 今週のポピュラーベスト10』などラジオの音楽番組を数多く手掛け、ベイ・シティ・ローラーズやシンディー・ローパー、ニール・ヤングなど当時チャートをにぎわせていた数々のミュージシャンにインタビューした経験を持ち、チープ・トリックやクイーンを福岡のリスナーに紹介した。また、『KBCニュースプラザ』などテレビの報道番組や情報番組も担当していた。
- その後1993年に福岡に開局したFMラジオ局・エフエム九州に出向、KBCを定年退職した後正式に移籍し、同局のプロデューサー、編成副本部長を歴任した後退社。退社後に同局のナビゲーターとして再びマイクの前に登場した。
- エフエム九州経営破綻に際してはかつての幹部として経営責任を取る形で新会社「CROSS FM」とは契約を結ばなかった。その後は外国語FM局・Love FMの番組を担当していた。
- 2023年4月5日死去。84歳没[2]。

## 担当番組

### 九州朝日放送
ラジオ
- KBC 今週のポピュラーベスト10
- KBCナイトタウン
- ヤング・ポップス
- TDAナイスウイングミュージック

テレビ
- テレビ11番街
- KBCニュースプラザ
- KBCニュース ハーツトゥハーツ

### エフエム九州
- CROSS SUNDAY VIEWS
- ONLY YESTERDAY
- MIDNIGHT DREAMER
- new discovery

### Love FM
- Street Noiz（金曜20:00 - 22:00、2009年4月 - 2023年3月、番組自体は2024年3月に終了）  [3][4]
- On Sundays（日曜10:00 - 12:00、山本真理子と担当））